# 27.ª Avenida Suroeste
La 27.ª Avenida Suroeste (Vigesimoséptima Avenida Suroeste), conocida también en su primer tramo como la Avenida de Las Milicias, es una de las principales arterias del suroeste de la ciudad de Managua, Nicaragua. Conecta zonas del casco histórico con sectores de alta densidad residencial, educativos y de servicios públicos.

## Trazado
El primer tramo inicia en la intersección de la Diagonal de los Mártires (Pista Las Brisas) con la Calle Central en los semáforos de la Ceibita, al noroeste del Cementerio Central. Continúa hacia el sur como la Avenida de Las Milicias, atravesando la Calle 4 de Noviembre en el barrio Monseñor Lezcano Oeste y el Reparto España.
Luego cruza la NIC-2 a la altura del barrio Edgard Lang, y tras un tramo interrumpido, vuelve a aparecer en la intersección entre la NIC-2 y la Avenida Batahola. El siguiente segmento se conecta con la Pista Juan Pablo II, justo al oeste del Hospital de la Mujer Bertha Calderón Roque, hasta llegar al barrio Héroes y Mártires del Bocay.
Finalmente, un tramo desconectado al sur aparece en la 67.ª Calle Suroeste, cruzando varias zonas residenciales, y culmina en la 74.ª Calle Suroeste.

## Intersecciones principales
- Diagonal de los Mártires (Pista Las Brisas) – Conexión con sectores del casco histórico de Managua
- Calle Central (Managua) – Semáforos de La Ceibita
- Calle 4 de Noviembre – Cruce principal en Monseñor Lezcano
- NIC-2 – Tramo entre Edgard Lang y Reparto España
- Pista Juan Pablo II – Zona hospitalaria y de alto tráfico
- Héroes y Mártires del Bocay – Vía conectora a barrios periféricos
- 67.ª Calle Suroeste – Ingreso a sectores del sur de la ciudad
- 74.ª Calle Suroeste – Límite de urbanización al suroeste

## Barrios que atraviesa
- Santa Ana Sur
- Monseñor Lezcano
- Reparto España
- Edgard Lang
- Batahola Sur
- La Esperanza
- Sierra Maestra

## Coordenadas
12°7′45″N 86°16′20″O / 12.12917, -86.27222